# 伍樂怡
伍樂怡（英語：Kelly Ng Lok Yee，1993年1月14日—），香港女演員和節目主持，曾參選《2017年度香港小姐競選》，獲「我最喜愛佳麗」、「最佳莎莎KOL大奬」及「big big channel最誘惑TVBody獎」，前無綫電視經理人合約藝員，現時已息影退出娛樂圈。

## 簡歷

### 早年生活
伍樂怡於加拿大出生，祖籍廣東省臺山市，有兩名兄長；其家境富裕，父親和長兄主要在內地從事女性內衣營銷生意。她曾入讀 Bayview Hill Elementary School、Bayview Secondary School 及滑鐵盧大學，並於2016年畢業後返回香港從事人力資源文員的工作。為增廣見聞及豐富自己人生，參選香港小姐。

### 參加選美
伍樂怡於2017年參加該年度的香港小姐競選，她在報名時表示自己喜歡較多戶外活動，例如打網球、旅遊、遠足、游泳，也很喜歡騎馬、觀賞電影、聽音樂、烹飪及吃甜品等，其志向成為一位能讓家人及朋友驕傲的人，傳播正能量給身邊所有人。由於其樣貌與藝人李若彤相似，而被外界視為熱門之一。她獲得2017莎莎「我最喜愛佳麗」、「最佳莎莎KOL大奬」及「big big channel最誘惑TVBody獎」，但最終大熱倒灶，三甲不入。有網民懷疑無綫電視其實一早與佳麗雷莊𠒇的父親雷葆文內定雷莊𠒇為冠軍。
伍樂怡曾在競選後開啟視像直播，有網友認為她當晚彈古箏失準，並認為她應該表演唱歌而非彈古箏，然而伍樂怡表示表演項目也不是自己能選擇，她坦言表演彈古箏乃電視台所要求。2017年9月4日，即香港小姐競選決賽翌日獲封「民選冠軍」。她三日後在社交網站發表千字文感謝網友一路以來的支持，有不少網友稱讚從加拿大回流的她能操一口流利的中文。

### 事業發展
伍樂怡於2017年9月11日正式入讀第29期無綫電視藝員訓練班，並於翌年1月18日表示已簽約無綫電視，4月中簽為經理人合約。2019年5月，她投資超過十萬建立個人滑水衣品牌「IBRIO」，售賣自己設計的防曬滑水衣衣。2021年，她與兄長花逾十萬合資開設健康貝果網店「Bageliciouz」，同年年底首度獲提名《萬千星輝頒獎典禮2021》「飛躍進步女藝員」。2022年，她因在《青春不要臉》中飾演「姜之妍」一角而受人注目。2023年，她於5月31日於個人小紅書帳號宣佈已退出幕前工作，未來專注打理自家品牌生意。「隱形戰隊」是她的最後一套無綫電視劇作品。

## 演出作品

### 劇集
| 首播     | 劇集名                     | 角色                             |
| 無綫電視 |                            |                                  |
| 2018年   | BB來了                     | 索女（第3集）                    |
| 2018年   | 是咁的，法官閣下           | 學生                             |
| 2018年   | 兄弟                       | 廉政公署調查員（第29集）         |
| 2019年   | 廉政行動2019               | Ling                             |
| 2019年   | 愛·回家之開心速遞          | Gina Tong（第650集）             |
| 2019年   | 堅離地愛堅離地（海外首播） | 青年（第1 - 3、7集）             |
| 2020年   | 踩過界II                   | Fiona（第6集）                   |
| 2021年   | 刑偵日記                   | 嚴珍妮（Jenny）（第8、10、14集） |
| 2021年   | 星空下的仁醫               | 伍勵寶（Bobo）                   |
| 2022年   | 青春不要臉                 | 姜之妍（Icy）                    |
| 2022年   | 金宵大廈2                  | Suki                             |
| 2022年   | 超能使者                   | 譚玉娟（阿七）                   |
| 2022年   | 法證先鋒V                  | Miko                             |
| 2023年   | 有種好男人                 | 霍嘉莉（Emma）                   |
| 2023年   | 隱形戰隊                   | 沈穎珊                           |
| 邵氏兄弟 |                            |                                  |
| 2022年   | 飛虎3壯志英雄              | 展敏莉（青年）                   |

### 電視節目
| 首播          | 節目名                         | 備註 |
| 無綫電視      |                                | |
| 2017年        | 2017年度香港小姐競選           | 參選者 |
| 2017年        | big big channel 失驚無神賀中秋 | 演出 |
| 2017年        | 我愛EYT                        | 演出 |
| 2017 - 2019年 | Big Big小明星                  | 與黃碧蓮、鍾君揚、單文柔、馬俊傑、鍾晴、邱晴、何依婷及鄧家禮一同主持                                                         |
| 2018年        | 3日2夜                         | 與陳詩欣、鄧以婷及鄺潔楹一同主持                                                                                             |
| 2018年        | 安樂蝸                         | 與狄易達、林穎彤、馬俊傑、何依婷、鍾晴、單文柔、林正峰及李嘉晉一同主持                                                       |
| 2018年        | Think Big天地（2018 - 2020年） | 與梁敏巧、何依婷、單文柔、馬俊傑、鍾晴、邱晴、黃碧蓮、鄧家禮、曾展望、徐文浩、王虹茵、黃紫恩、鍾君揚、吳佩隆及陳嘉慧一同主持 |
| 2018年        | 新春開運王                     | 主演 |
| 2018 - 2019年 | 今期流行                       | 與單文柔、黃碧蓮、張寶兒、丁子朗、麥凱程、孔德賢、魏芝、譚焯升、王虹茵及何泳芍一同主持                                       |
| 2018年        | 美女廚房                       | 演出 |
| 2018年        | TVB 50+1周年再出發             | 演出 |
| 2018年        | TVB 50+1再出發節目巡禮2019     | 演出 |
| 2018年        | 萬眾同心齊Countdown            | 主持 |
| 2019年        | 時尚生活：米蘭巴黎時裝周2019   | 主持 |
| 2020年        | 3日2夜                         | 第四輯，與魏韵芝及鄺潔楹一同主持                                                                                               |
| 2020年        | 姊妹淘                         | 246集嘉賓 |

### 網絡節目
| 首播     | 節目名                 | 備註                    |
| 無綫電視 |                        |                         |
| 2017年   | 第一屆落選香港小姐競選 | Big Big Channel、得獎者 |
| 2017年   | 12瞞逃                 | Big Big Channel、演出   |
| 2017年   | 一個鐘去邊度 ?         | Big Big Channel、演出   |
| 2018年   | 戀愛A定B同女神墜入愛河 | Big Big Channel、演出   |

## 曾獲獎項與提名
| 年份   | 獎項                                                   | 結果 |
| 2017年 | 2017年度香港小姐競選 莎莎「我最喜愛佳麗」              | 獲獎 |
| 2017年 | 2017年度香港小姐競選 「最佳莎莎KOL大奬」               | 獲獎 |
| 2017年 | 2017年度香港小姐競選 「big big channel最誘惑TVBody獎」 | 獲獎 |
| 2021年 | 萬千星輝頒獎典禮2021「飛躍進步女藝員」                 | 提名 |
| 2022年 | 萬千星輝頒獎典禮2022「飛躍進步女藝員」                 | 提名 |
| 2022年 | 萬千星輝頒獎典禮2022「最佳女配角」                     | 提名 |
| 2022年 | 萬千星輝頒獎典禮2022「最受歡迎電視女角色」             | 提名 |

## 外部連結
- 伍樂怡 Kelly Ng的Facebook專頁
- 伍樂怡的Instagram帳戶
- YouTube上的Kelly Ng Youtube Channel頻道